# Sugar Land, Texas
Sugar Land este un oraș în statul american Texas. Este unul dintre orașele cu cea mai rapidă creștere a populație din Texas, crescând cu peste 150 de procente în ultima decadă. În 2012, avea o populație de 84,511. Orașul face parte din aria metropolitană a orașului Houston.